# Gladys Rizza
Gladys Rizza fue una actriz de cine y teatro, bailarina y vedette argentina. Popular en las décadas de 1930 y 1940.

## Carrera
Gladys Rizza fue una agraciada y graciosas bataclana y  "soubrette" de varios teatros porteños durante las primeras décadas del siglo XX. Conformó a lo largo de los años populares compañías teatrales con las que realizó decenas de presentaciones en el género revisteril como la Compañía de Grandes Espectáculos Musicados dirigido por Armando Discépolo y Enrique Santos Discépolo; y Compañía de Grandes Revistas Pepe Arias. Luego se volcó más a la actuación teatral y fílmica.
En 1942 hizo su única aparición cinematográfica argentina con el film Bajó un ángel del cielo, con Zully Moreno, Francisco Álvarez, Felisa Mary y Pedro Quartucci. Ya para fines de los 40s se tenía pensado hacer una película que la tenía como principales protagonistas a Rizza y Agustín Irusta, pero nunca llegó a realizarse.
Sobre las tablas compartió escenario con primeras figuras de la escena nacional como Narciso Ibáñez Menta, Alberto Anchart (padre),  la cancionista criolla Sofía Bozán, las vedettes Carmen Lamas y Aída Olivier y el cómico Dringue Farías, entre muchos otros.

## Filmografía
1942: Bajó un ángel del cielo.

## Teatro
- 1931: Lo mejor es reír. Estrenado en el Teatro Maipo junto a Abelardo Farías.
- 1932: Madame Lynch, estrenado en el Teatro Odeón. Junto a Nelly Quel, Luis Días, Florindo Ferrario y Francisco Donadio.
- 1932: Sonaste, 1932  y Buenos Aires esté seco, ambas con un elenco conformado por Rosita Contreras, Cleo Palumbo, Mary Lamas, Félix Mutarelli, Carlos Dux, Pedro Quartucci, Carlos Enríquez y Héctor Quintanilla.[4]
- 1933: Tú boca.
- 1933: La Perichona, con Nelly Quel, Tania y Héctor Coire.
- 1933: Wunder Bar, en el Teatro Ópera, con Enrique Santos Discépolo y Aída Olivier.
- 1934/35: Cómo se hace una revista, con Juan Carlos Thorry, Pepe Arias, Sofía Bozán y Juan Dardés.
- 1934: Vampiresas porteñas.
- 1934: Rita, la única, con la dirección de Antonio Botta, y junto con Pepe Arias, Sofía Bozán, Elena Bozán, Pedro Quartucci y Juan Dardés.
- 1935: Mirandolina.
- 1935: El pájaro azul.
- 1935: Carina.
- 1936: ¡Pepe Arias presidente!, con José Arias, Sofía Bozán, Marcos Caplán, Lely Morel, Aída Olivier y Julien de Meriche.
- 1944: Mis amadas hijas, con un amplio primer elenco.[5]